# Новопанское
Новопанское — село, административный центр Новопанского сельского поселения Михайловского района Рязанской области России.

## География
Село находится в 12 километрах от города Михайлова.
Расположено при р. Репейник (приток Жраки).
В селе есть пруд, из которого выходит ручей Кокутина.

## Административное деление
До 1924 года село было центром Новопанской волости Михайловского уезда Рязанской губернии.
До муниципальной реформы 2006 года село было центром Новопанского сельского округа.

## Население
| 1859 | 1897  | 1906  | 1929  | 2007 | 2010 |
| ---- | ----- | ----- | ----- | ---- | ---- |
| 1846 | ↗2838 | ↗3245 | ↗4128 | ↘265 | ↘239 |

## История
Село образовалось в 1795 году, когда сюда переселились потомки бывших стрельцов, пушкарей, казаков — пашенные солдаты Паншенской и Лещенской слобод города Михайлова. Отсюда и произошло название селения.
С 1880 года в селе существовала земская школа.
Накануне сплошной коллективизации в 1927 году в селе Новопанское имелись 8 слобод: Большая, Красный Сыч, Советская, Самодуровка, Чуров поселок, Красный Ленинский поселок, Рожновка, Луговая.

## Богородицерождественская церковь

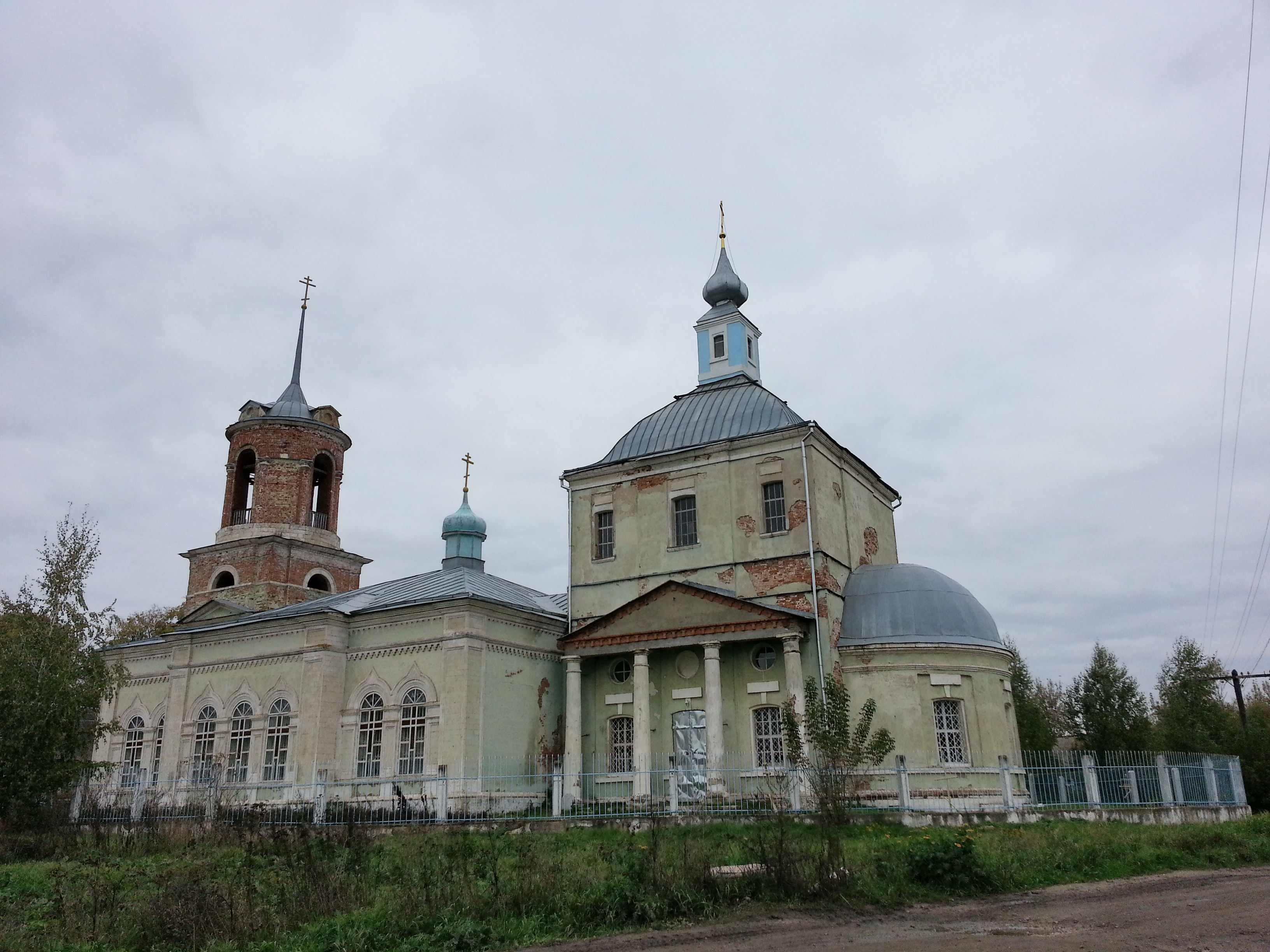

Деревянную церковь Рождества Богородицы, была перенесена в 1795 году из Лещинской слободы г. Михайлова.
В начале XIX века старый сельский храм сильно обветшал, и, в конце концов, был сломан.
В 1805 году было решено построить новую каменную церковь на месте прежней.
Сломанная деревянная церковь пошла на обжиг кирпичей для нового храма.
Строительство продолжалось до 1815 года, и в том же году новую церковь освятили.
За несколько десятилетий число прихожан значительно увеличилось, и Рождественская церковь стала тесноватой.
Поэтому в 1886 году было начато строительство новой трапезной храма.
Вокруг церкви была устроена каменная ограда с деревянным решетником и с небольшой часовней рядом с алтарем.
Церковь состояла из алтарного полукружия и удлиненной трапезной части.
Внутри храм был оштукатурен и расписан на библейские темы.
Над главным престолом когда-то была навешена сень в форме венца.
В приходе некоторые келейницы жили группами по восемь человек, зарабатывая тем, что читали псалмы по умершим селянам, плели кружева и занимались шитьем.
Других способов заработать в приходе не было.
Ценности и документы
- Древних и чем-либо замечательных икон, как и других ценных предметов в храме не имелось.
- Церковная библиотека содержала около пятидесяти книг.
- План на церковную землю 1843 года.
- Метрические книги — с 1780 года.
- Обыскные книги — с 1802 года.

Штат и содержание
Служители церкви перешли в село Новопанское вместе с перенесением туда самого храма.
- до 1885 года — священник и 2 причетника.
- после 1885 года — дьякон, священник и 2 причетника.

Доходы церкви составляли требы прихожан, вещественные сборы и прибыль от аренды церковной земли.
За церковью значилось 52.4 га пахотной земли, 16.4 га луговой и 3.3 га усадебной.
Состав прихода
- село Новопанское,
- деревня Воронка.

К 1890 году число прихожан составляло 3571 человек.

## Сектанты
В XIX в. в селе Новопанское проживало много последовалей из сект скопцов и хлыстов.
Среди прихожан Богородицерождественской церкви около 60 человек подозревалось к принадлежности к сектам. Также к сектантам принадлежали некоторые келейницы храма. Они нередко устраивали сектантские собрания и воспитывали девочек в не православном духе.
Местные священники как могли, боролись с этим явлением, но полностью искоренить дух сектантства не удалось никому.
Активный борец с ересью священник И. В. Малинин в 1841 году пал жертвой клеветы сектантов, и был переведён в другой, бедный приход, где некоторое время исполнял обязанности дьячка.

## Интересные факты
- Крестные ходы в селе Новопанском совершались в Фомино воскресенье к часовне посреди села и в день Вознесения Господня по полям и лугам. При крестном ходе совершался молебен перед часовней, и освящались семена овса для ярового посева. Затем семена разбрасывались священниками в народ. Вокруг полей пели молебны Спасителю, Божьей Матери, архангелу Михаилу, св. Николаю Чудотворцу, св. апостолу Иоанну Богослову, пророку Илии, мученикам Фролу и Лавру, мученику Трифону, мученику Харалампию.
- Во время засухи крестные ходы совершались по полям несколько раз.

## Известные уроженцы
- Ерёмин, Иван Васильевич (1923—1998) — профессор, доктор геолого-минералогических наук, один из основоположников горно-промышленной геологии.
- Ниловский, Сергей Фёдорович (1906—1973) — генерал-лейтенант, Герой Советского Союза.
- Погорелов, Виктор Григорьевич (1926—2012) — Герой Социалистического Труда.